# Ironman Hawaii

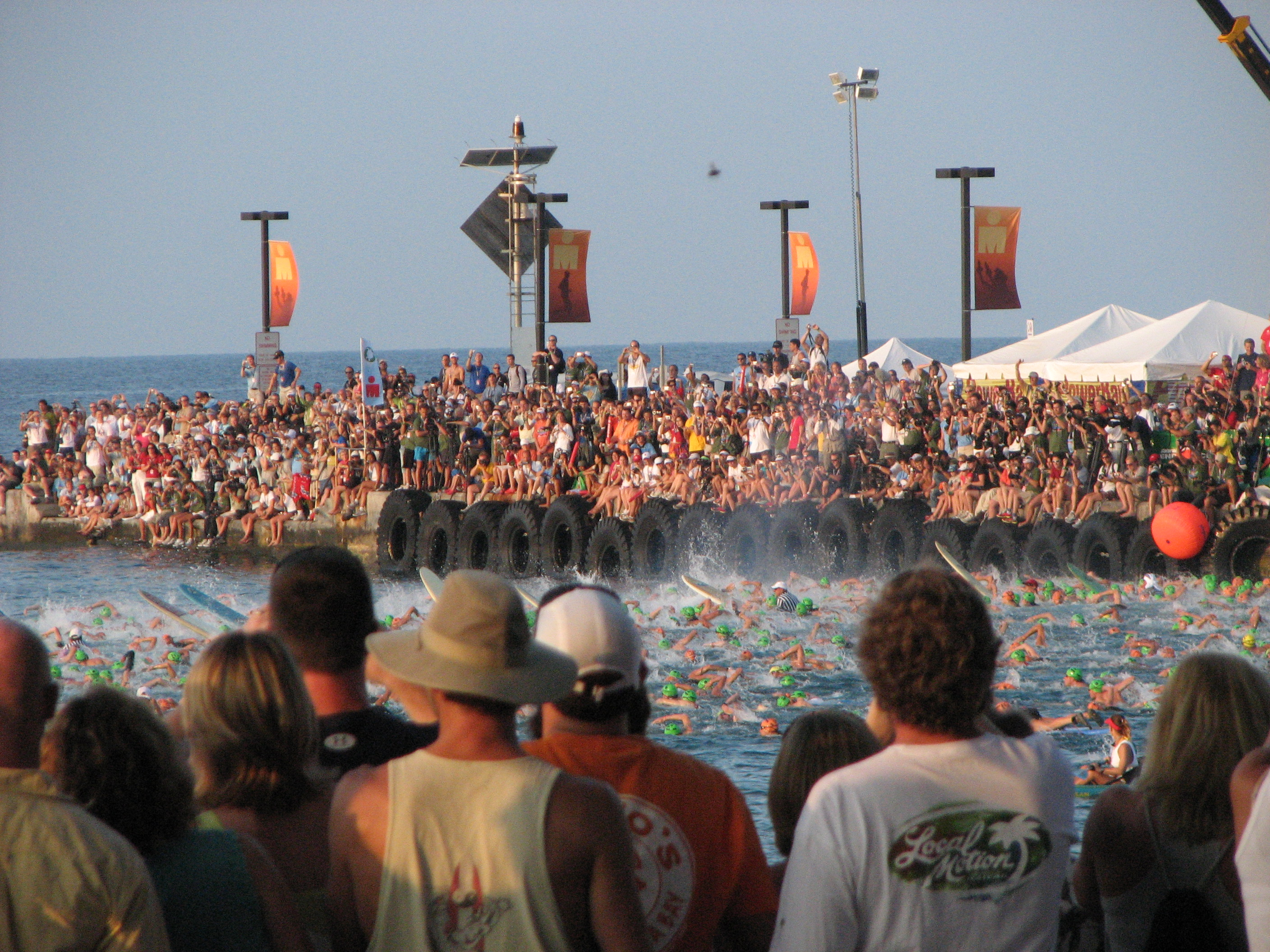
Simstart 2008

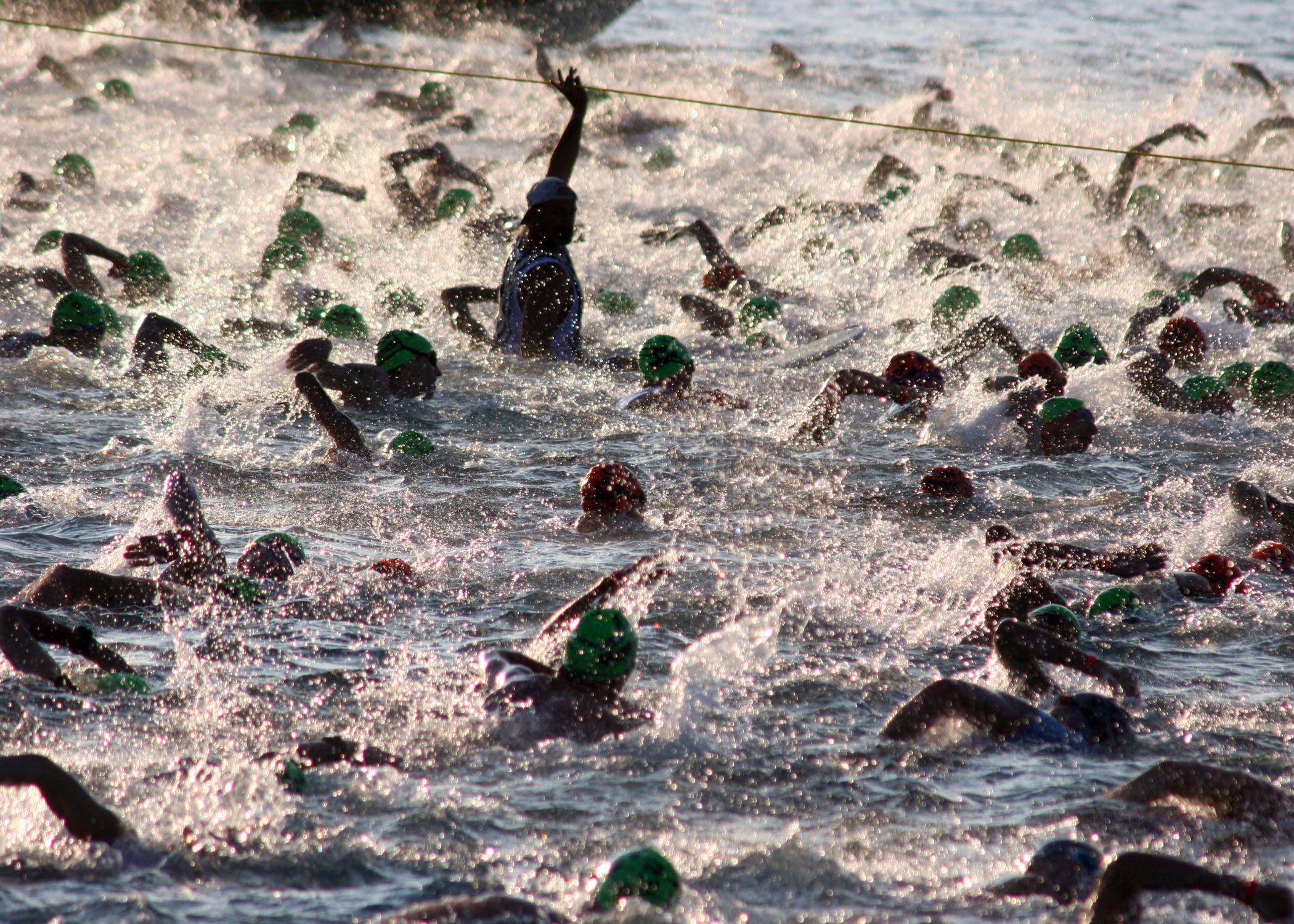
Simstart 2005

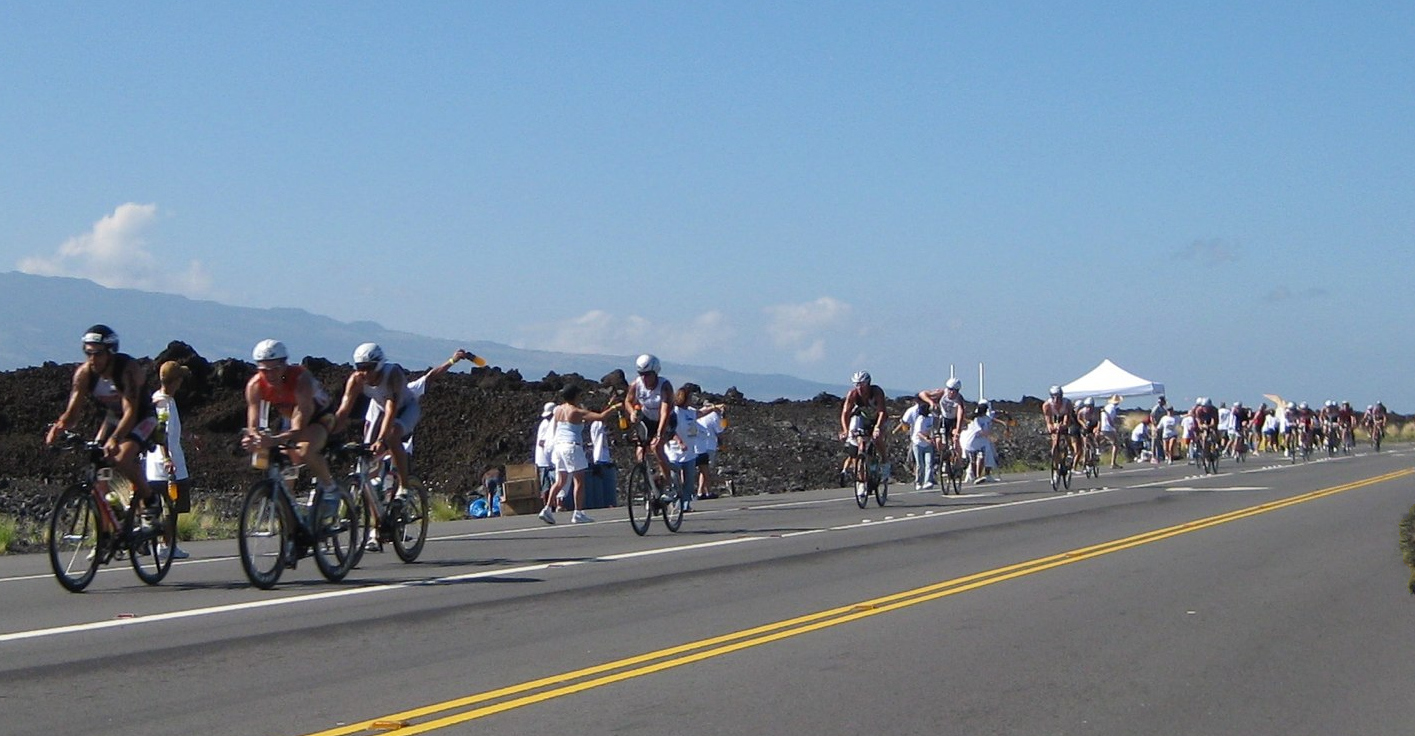
Matstation vid km 45 på cykeletappen

Ironman Hawaii är ett triathlonlopp, ursprungligen enbart på Hawaii i USA, på långdistans med 3.860 meter frisim, 180 kilometer cykling  och 42.195 meter löpning. Det genomfördes första gången 1978 och var det första långdistanstriathlonloppet. Det genomförs årligen i oktober sedan 1982 under det registrerade varumärket "Ironman World Championship". Evenemanget ställdes in 2020 på grund av Covid-19-pandemin. 2021 års Ironman Hawaii hölls av samma anledning försenat i St. George i Utah i maj 2022. Sedan 2023 äger lopp för män och lopp för kvinnor växelvis rum i Hawaii och Nice i Frankrike.
De flesta deltagarna tillbringar en vecka för acklimatisering på Hawaii för tävlingen. Programmet börjar på lördagen före loppet med en simträning på Kailua Pier och med ett femkilometers lopp på söndagen. Inregistrering sker på fredagen i växlingsområdet i Kailua-Kona. Loppet startar på lördagen i fyra startgrupper klockan 06:25-07:10 i Kailua-Kona med den 3,86 km långa simetappen på öppna havet (fram- och tillbakasträcka). Därpå följer cykeletappen genom lavafälten norröver på Queen K Highway med vändpunkt i Hawi. Efter 180,2 km byts cykel mot löpskor i Kailua Kona. Maratonloppet går till Natural Energy Laboratory of Hawaii Authority och slutar med målgång på Aliʻi Drive i Kona Pier.

## Historik
Åren 1978-1980 hölls loppet på ön Oahu, där idén om att kombinera tre delar redan genomförts med the Waikiki Roughwater Swim (3.86o meter), Around-Oahu Bike Race (185 kilometer), från början ett tvådagarsevenemang, samt Honolulu Marathon. År 1981 flyttades cykelloppet till den mindre bebodda ön Hawaii. Sedan 1982 har Ironman Hawaii hållits på årligen på hösten, efter att tidigare hållits på våren, med två lopp 1982.
År 2022 delades Ironman World Championship i en tävling för män och en för kvinnor. Women's Championship hölls den 6 oktober och Men's Championship två dagar senare. År 2023 hölls loppet för män i september i Nice i Frankrike och loppet för kvinnor i oktober i Kailua-Kona. De två loppen ska alternera mellan dessa två platser till 2026.
Nuvarande (oktober 2024) banrekord sattes 2024 av tysken Patrick Lange som genomförde loppet på 7:35:53. Han förbättrade tiden av norrmannen Gustav Iden som genomförde tävlingen på 7:40:24 året 2022. Rekordet för kvinnor är 8:24:31 och sattes 2013 av Lucy Charles-Barclay (född 1993) från Storbritannien.
Bland deltagande svenskar märks bland andra Patrik Nilsson (plats 8 2017), Lisa Nordén (plats 5 2022, plats 9 2023) och Åsa Lundström (plats 17 2017).

## Kvalifikation för att delta
År 2018 fanns det runt om i världen 40 Ironmantävlingar, som möjliggjorde att kvalificera sig för att delta i Ironman Hawaii.
Fram till 2003 var det möjligt för första halvårets 15 i topp av manliga och kvinnliga professionella triatlonatleter att direkt få en startplats, men senare drogs antalet direktkvalificerade ner.

## Bildgalleri

Simetapp
Cykeletapp
Löpetapp

### Segrare[7]
| År              | Damsegrare           | Damsegrare | Damsegrare     | Herrsegrare          | Herrsegrare | Herrsegrare |
| --------------- | -------------------- | ---------- | -------------- | -------------------- | ----------- | ----------- |
| 2024            |                      |            |                | Patrick Lange        | 7:35:53     | Tyskland    |
| 2023            | Lucy Charles-Barclay | 8:24:31    | Storbritannien | Sam Laidlow          | 8:06:22     | Frankrike   |
| 2022            | Chelsea Sodaro       | 8:33:46    | USA            | Gustav Iden          | 7:40:24     | Norge       |
| 2021            | Daniela Ryf          | 8:34:59    | Schweiz        | Kristian Blummenfelt | 7:49:16     | Norge       |
| 2020            | Inställt             |            |                |                      |             |             |
| 2019            | Anne Haug            | 8:40:10    | Tyskland       | Jan Frodeno          | 7:51:13     | Tyskland    |
| 2018            | Daniela Ryf          | 8:26:16    | Schweiz        | Patrik Lange         | 7:52:39     | Tyskland    |
| 2017            | Daniela Ryf          | 8:50:47    | Schweiz        | Patrik Lange         | 8:01:40     | Tyskland    |
| 2016            | Daniela Ryf          | 8:46:46    | Schweiz        | Jan Frodeno          | 8:06:30     | Tyskland    |
| 2015            | Daniela Ryf          | 8:57:57    | Schweiz        | Jan Frodeno          | 8:14:40     | Tyskland    |
| 2014            | Mirinda Carfrae      | 9:00:55    | Australien     | Sebastian Kienle     | 8:14:18     | Tyskland    |
| 2013            | Mirinda Carfrae      | 8:52:12    | Australien     | Frederik Van Lierde  | 8:12:29     | Belgien     |
| 2012            | Leanda Cave          | 9:15:54    | Storbritannien | Pete Jacobs          | 8:18:37     | Australien  |
| 2011            | Chrissie Wellington  | 8:55:08    | Storbritannien | Craig Alexander      | 8:03:56     | Australien  |
| 2010            | Mirinda Carfrae      | 8:58:36    | Australien     | Chris McCormack      | 8:10:37     | Australien  |
| 2009            | Chrissie Wellington  | 8:54:02    | Storbritannien | Craig Alexander      | 8:20:21     | Australien  |
| 2008            | Chrissie Wellington  | 9:06:23    | Storbritannien | Craig Alexander      | 8:17:45     | Australien  |
| 2007            | Chrissie Wellington  | 9:08:45    | Storbritannien | Chris McCormack      | 8:15:34     | Australien  |
| 2006            | Michellie Jones      | 9:18:31    | Australien     | Norman Stadler       | 8:09:56     | Tyskland    |
| 2005            | Natascha Badmann     | 9:09:30    | Schweiz        | Faris Al-Sultan      | 8:14:17     | Tyskland    |
| 2004            | Natascha Badmann a   | 9:50:04    | Schweiz        | Norman Stadler       | 8:33:29     | Tyskland    |
| 2003            | Lori Bowden          | 9:11:55    | Kanada         | Peter Reid           | 8:22:35     | Kanada      |
| 2002            | Natascha Badmann     | 9:07:54    | Schweiz        | Tim DeBoom           | 8:29:56     | USA         |
| 2001            | Natascha Badmann     | 9:28:37    | Schweiz        | Tim DeBoom           | 8:31:18     | USA         |
| 2000            | Natascha Badmann     | 9:26:17    | Schweiz        | Peter Reid           | 8:21:01     | Kanada      |
| 1999            | Lori Bowden          | 9:13:02    | Kanada         | Luc Van Lierde       | 8:17:17     | Belgien     |
| 1998            | Natascha Badmann     | 9:24:16    | Schweiz        | Peter Reid           | 8:24:20     | Kanada      |
| 1997            | Heather Fuhr         | 9:31:43    | Kanada         | Thomas Hellriegel    | 8:33:01     | Tyskland    |
| 1996            | Paula Newby-Fraser   | 9:06:49    | Zimbabwe       | Luc Van Lierde       | 8:04:08     | Belgien     |
| 1995            | Karen Smyers         | 9:16:46    | USA            | Mark Allen           | 8:20:34     | USA         |
| 1994            | Paula Newby-Fraser   | 9:20:14    | Zimbabwe       | Greg Welch           | 8:20:27     | Australien  |
| 1993            | Paula Newby-Fraser   | 8:58:23    | Zimbabwe       | Mark Allen           | 8:07:45     | USA         |
| 1992            | Paula Newby-Fraser   | 8:55:28    | Zimbabwe       | Mark Allen           | 8:09:08     | USA         |
| 1991            | Paula Newby-Fraser   | 9:07:52    | Zimbabwe       | Mark Allen           | 8:18:32     | USA         |
| 1990            | Erin Baker           | 9:13:42    | Nya Zeeland    | Mark Allen           | 8:28:17     | USA         |
| 1989            | Paula Newby-Fraser   | 9:00:56    | Zimbabwe       | Mark Allen           | 8:09:15     | USA         |
| 1988            | Paula Newby-Fraser   | 9:01:01    | Zimbabwe       | Scott Molina         | 8:31:00     | USA         |
| 1987            | Erin Baker           | 9:35:25    | Nya Zeeland    | Dave Scott           | 8:34:13     | USA         |
| 1986            | Paula Newby-Fraser   | 9:49:14    | Zimbabwe       | Dave Scott           | 8:28:37     | USA         |
| 1985            | Joanne Ernst         | 10:25:22   | USA            | Scott Tinley         | 8:50:54     | USA         |
| 1984            | Sylvaine Puntous     | 10:25:13   | Kanada         | Dave Scott           | 8:54:20     | USA         |
| 1983            | Sylvaine Puntous     | 10:43:36   | Kanada         | Dave Scott           | 9:05:57     | USA         |
| 1982 (oktober)  | Julie Leach          | 10:54:08   | USA            | Dave Scott           | 9:08:23     | USA         |
| 1982 (februari) | Kathleen McCartney   | 11:09:40   | USA            | Scott Tinley         | 9:19:41     | USA         |
| 1981            | Linda Sweeney        | 12:02:32   | USA            | John Howard          | 9:38:29     | USA         |
| 1980            | Robin Beck           | 11:21:24   | USA            | Dave Scott           | 9:24:33     | USA         |
| 1979            | Lyn Lemaire          | 12:55:38   | USA            | Tom Warren           | 11:15:56    | USA         |
| 1978            |                      |            |                | Gordon Haller        | 11:46:58    | USA         |